# Maximilian von Höhn
Maximilian Höhn, ab 1911 Ritter von Höhn,  (* 16. August 1859 in Kitzingen; † 26. April 1936 in Starnberg) war ein bayerischer General der Artillerie im Ersten Weltkrieg.

## Leben

### Familie
Er war der Sohn des Oberamtsrichters Sebastian Höhn und dessen Ehefrau Mathilde, geborene Henke. Höhn verheiratete sich 1887 mit Ellen, geborene Köster. Aus der Ehe ging eine Tochter hervor. Er heiratete erneut am 1. Oktober 1925 Margarethe, geborene Geis.

### Militärkarriere
Nach der Absolvierung des Humanistischen Gymnasiums trat Höhn am 3. August 1878 als Freiwilliger in das 2. Feldartillerie-Regiment „vacant Brodeßer“ der Bayerischen Armee in Würzburg ein. Nach seiner Ernennung zum Portepeefähnrich im August 1878 wurde er am 30. November 1879 zum Sekondeleutnant befördert. Von 1886 bis 1889 absolvierte Höhn die Kriegsakademie, die ihm die Qualifikation für den Generalstab und die höhere Adjudantur aussprach. Als Premierleutnant kehrte er zu seinem Regiment zurück. Ab 1. November 1891 wurde Höhn für die Dauer von einem Jahr zur Dienstleistung im Generalstab in München kommandiert. Am 22. September 1893 folgte die Beförderung zum Hauptmann. Mitte Januar 1894 wurde er zur Zentralstelle des Generalstabs versetzt und am 1. Oktober für ein Jahr zur Eisenbahnabteilung des Großen Generalstabs nach Berlin kommandiert. Am 17. September 1896 erfolgte seine Rückversetzung in den Generalstab des I. Armee-Korps nach München. Im März 1897 wurde er Batteriechef im 3. Feldartillerie-Regiment „Prinz Leopold“, am 19. September 1900 Major und darauf trat er in den Generalstab der 3. Division ein. Am 30. September 1902 wurde er Abteilungskommandeur im 9. Feldartillerie-Regiment in Landsberg am Lech und in dieser Stellung am 22. April 1904 zum Oberstleutnant befördert. Am 9. April 1905 kam Höhn dann als Abteilungschef in den Generalstab wieder nach München. Zwei Tage nach seinem Aufstieg zum Oberst am 12. Dezember 1906 wurde er zum Kommandeur des 3. Feldartillerie-Regiments „Prinz Leopold“ ernannt. Am 28. April 1908 übernahm Höhn die 1. Feldartillerie-Brigade in München. Am 26. März 1909 erfolgte seine Beförderung zum Generalmajor, am 11. März 1910 übernahm er das Kommando über die Fußartillerie-Brigade. Für seine Verdienste wurde Höhn mit dem Orden der Bayerischen Krone ausgezeichnet. Mit der Verleihung war der persönliche Adel verbunden und er durfte sich nach der Eintragung in die Ritterklasse der Adelsmatrikel ab 27. April 1911 Ritter von Höhn nennen. Am 23. März 1912 wurde er Generalleutnant und mit der Position eines Quartiermeisters abermals in den Großen Generalstab nach Berlin abkommandiert. Am 27. März 1913 folgte er General Oskar von Xylander nach und wurde Kommandeur der 6. Division in Regensburg.

#### Erster Weltkrieg
Zu Beginn des Ersten Weltkrieges nahm er im Verband des III. Armee-Korps an den Grenzkämpfen der 6. Armee im Raum Metz teil. Vom 20. bis 22. August 1914 nahm seine Division an der Schlacht in Lothringen teil und rang bis 14. September  mit der französischen 2. Armee in der Schlacht vor Nancy-Épinal. Mitte September folgte der Stellungskrieg zwischen Maas und Mosel. Für seine Führungsleistung beim Angriff und Erstürmung auf die Côtes Lorraines und bei der Besetzung des Brückenkopfes von Chauvoncourt wurde Höhn am 20. September 1914 mit dem Ritterkreuz des Militär-Max-Joseph-Ordens beliehen.
Am 14. Februar 1915 wurde er während der Winterschlacht in der Champagne Chef des Generalstabs der 3. Armee unter Generaloberst Karl von Einem. Am 25. September 1915 wurde er nach Beginn der Herbstschlacht bei La Bassée und Arras Kommandeur der 2. Garde-Division. Bis Mitte Oktober führte diese Abwehrkämpfe im Artois, danach folgten im ersten Halbjahr 1916 Stellungskämpfe zwischen Roye und Noyon im Abschnitt der 2. Armee. Zwischen 10. Juli bis zum 15. Oktober 1916 wurde er kurzfristig zweitmalig Kommandeur der 6. Bayerischen Division und kam in dieser Zeit in der Schlacht an der Somme zum Einsatz. Am 16. Oktober wurde er zum General der Artillerie befördert. Am 16. Oktober 1916 ersetzte er General Magnus von Eberhardt als neuer Kommandierender General des XV. Reserve-Korps. Im April 1917  während der Aisneschlacht bildete sein Korps bei Sissonne die Heeresreserve und wurde durch das Generalkommando Nr. 65 abgelöst. Danach verlegte das XV. Reserve-Korps nach Lothringen und etablierte sich 1918 als Gruppe Mörchingen, später als Gruppe Weiler bei der Heeresgruppe Herzog Albrecht.
Am 8. August 1918 wurde Höhn bis zum Kriegsende zur Disposition gestellt. Nach dem Sturz der Monarchie in München übernahm er vom 25. April bis zum 30. September 1919 als  Kommandierender General das I. Armee-Korps und wurde anschließend verabschiedet.

### Auszeichnungen
Neben dem Ritterkreuz des Militär-Max-Joseph-Ordens wurde Höhn während des Krieges mehrfach ausgezeichnet. Er erhielt beide Klassen des Eisernen Kreuzes, den Militärverdienstorden I. Klasse mit Krone und Schwertern, sowie am 20. März 1915 das Ritterkreuz des Militär-St.-Heinrichs-Ordens. Zu Friedenszeiten hatte er bereits den Roten Adlerorden II. Klasse erhalten.

## Weblink
- Biographie im Bayerischen Verwaltungshandbuch